# Революційна соціалістична ліга
Революційна соціалістична ліга, РСЛ (нім. Revolutionär Sozialistischer Bund / Vierte Internationale, RSB) — троцькістська організація в Німеччині, одна з двох німецьких секцій Четвертого інтернаціоналу.

## Загальна інформація
РСЛ була заснована в листопаді 1994 року. Штаб-квартира організації знаходиться в Мангеймі. РСЛ має в своєму розпорядженні, згідно з деякими даними, близько 20-и місцевих організацій, насамперед у великих містах і в 11 з 16 федеральних земель ФРН. Активність Ліги протікає головним чином у позапарламентської діяльності, наприклад, — це політична і профспілкова робота на підприємствах і політичні та громадські кампанії. Видає щомісячну газету «Avanti» («Вперед») і безліч газет і брошур для підприємств. Є партією, зареєстрованою відповідно до Закону про партії ФРН для участі на виборах. На виборах в ландтаг Баден-Вюртемберга в 2001 році Ліга виставляла кандидата в Мангеймі.
РСЛ є однією з двох організацій, які утворилися з числа членів Четвертого Інтернаціоналу в Об'єднаній соціалістичної партії (ОСП). РСЛ зараховує себе до троцькістів. Спільно з Міжнародними соціалістичними лівими (МСЛ) Ліга становить німецьку частину Четвертого Інтернаціоналу. Разом з МСЛ здійснюється видання німецькомовного журналу Четвертого інтернаціоналу «Inprekorr». Активісти РСЛ відносяться до лівого крила Інтернаціоналу. Всередині РСЛ існує фракція, яка орієнтується на французьку троцькістську організацію «Робоча боротьба».

## Ідеологія та діяльність
Згідно з власною інформацією, РСЛ дотримувався погляду, що «основоположні проблеми світу — війна, руйнування навколишнього середовища, безробіття, бідність і голод — не розв'язано в рамках капіталістичного суспільного та економічного ладу» і тому організація прагне до «самокерованої соціалістичної демократії», яка повинна покінчити з «експлуатацією людини людиною». Тому РСЛ сприяє тому, щоб «всі дії активно і спільно з іншими політичними течіями докласти до захисту соціальних досягнень, демократичних прав і економічних інтересів, особливо робітничого класу». Він поддрежівал «боротьбу проти расизму, пригнічення жінок і всякого роду дискримінації» і виступав за «збереження навколишнього середовища».
Організація бере участь у демонстраціях проти війни в Югославії, Афганістані та Іраку, бере активну участь у кампанії солідарності з Мумія Абу-Джамаль. Також бере участь у протестах проти ліквідації соціальних прав, — наприклад, як у демонстрації проти пакету соціальних реформ «Hartz IV» (названого по імені німецького економіка Петера Харц) восени 2004 року.
Ліга розглядав СДПН як «буржуазну партію» і тому відмовлявся на відміну, наприклад від його попередника, — Міжнародної марксистської групи, — прямо або побічно закликати до голосування за СДПН. Замість цього він виступав за «побудова нової соціалістичної робітничої партії», яка могла б «виникнути тільки в боротьбі робітничого класу». На відміну від іншої німецької секції Четвертого інтернаціоналу, — Міжнародних соціалістичних лівих (МСЛ), РСЛ не підтримує розвиток альтернативної передвиборчої роботи і рішуче виступає проти партії «Ліві».
1. ↑  https://dserver.bundestag.de/btd/16/094/1609425.pdf — С. 113.
2. ↑  https://dserver.bundestag.de/btd/17/024/1702460.pdf — С. 187.
3. ↑  https://dserver.bundestag.de/btd/17/051/1705102.pdf — С. 149.
4. ↑  https://dserver.bundestag.de/btd/17/094/1709481.pdf — С. 145.
5. ↑  https://dserver.bundestag.de/btd/17/124/1712475.pdf — С. 135.
6. ↑  https://dserver.bundestag.de/btd/18/010/1801080.pdf — С. 119.
7. ↑  https://dserver.bundestag.de/btd/18/054/1805460.pdf — С. 143.